# Marina Serra
Marina Serra è un rione di 28 abitanti del comune di Tricase in provincia di Lecce. Sorge nel basso Salento, sul versante che affaccia nel Mar Ionio orientale, a 64 m s.l.m.

## Geografia fisica
La località è situata nella parte meridionale del comune di Tricase, sulla costa. È delimitata a sud dal Promontorio del Calino, a ovest dalla strada che collega Otranto a Leuca e a nord dall'altra frazione di Tricase, Tricase Porto. 
Il litorale è caratterizzata da una costa alta e rocciosa, con scogli spesso a strapiombo sul mare; è ricca di piccole insenature frequentate da turisti e dagli stessi abitanti del posto, che prendono vari nomi (come Lavaturo e Acqua Viva) e grotte molto suggestive, spesso solo accessibili via mare. 
In una delle cale che costellano la costa, è presente un piccolo porticciolo di pescatori.
Vicino alla torre è presente anche una piscina seminaturale, realizzata in tempi recenti, a partire dall'unione di cave di tufo abbandonate e di grotte marine.

## Monumenti e luoghi d'interesse

### Architetture religiose

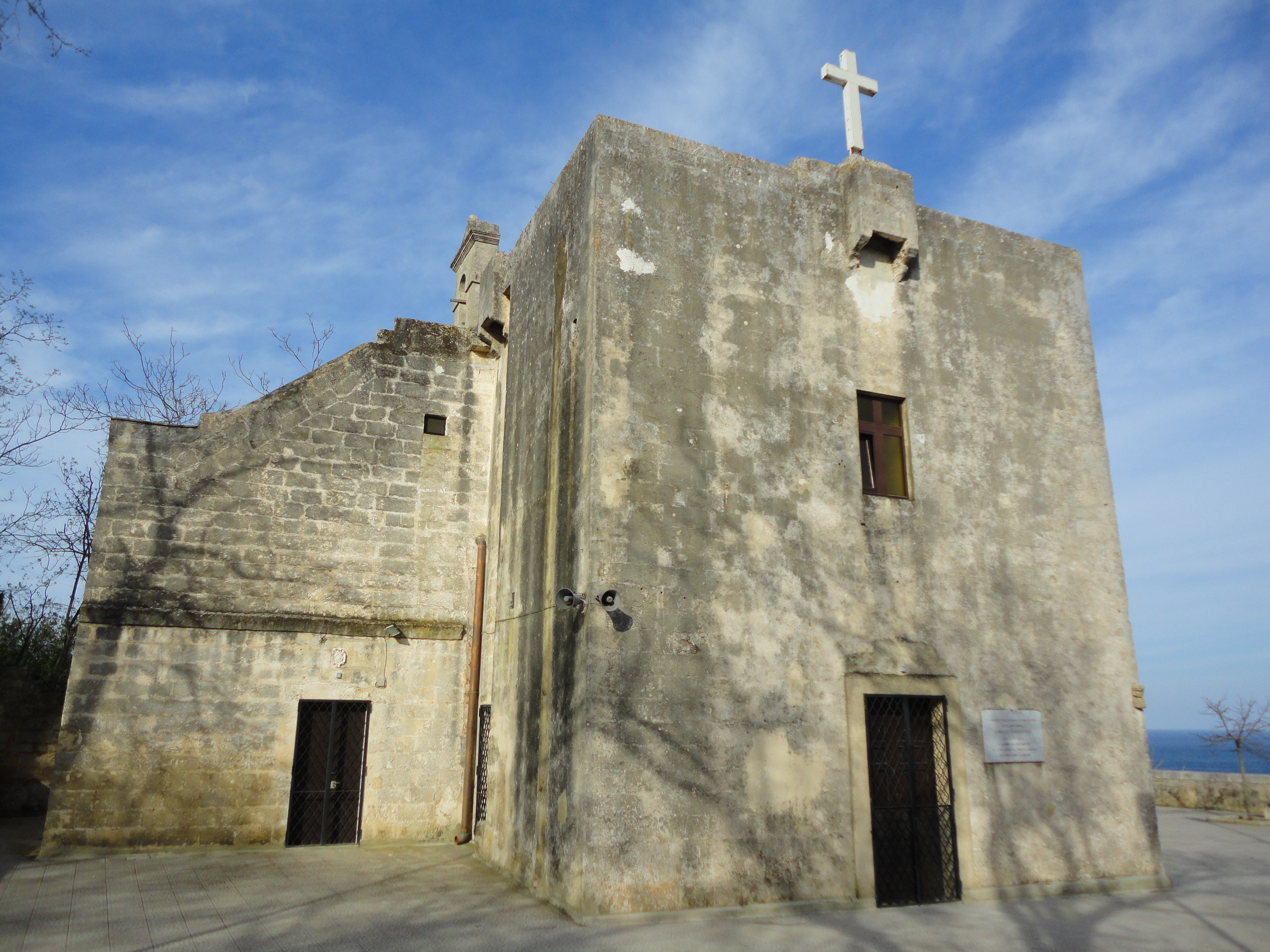
Santuario Madonna dell'Assunta

#### Santuario Madonna dell'Assunta
Elevata a Santuario nel 1951, la chiesa rurale è dedicata a Maria SS. Assunta in Cielo. È generalmente conosciuta con il nome di Madonna della Serra. L'esterno è caratterizzato da elementi tipici delle strutture fortificate; in corrispondenza di porte e finestre sono posizionate piombatoie a scopo difensivo. L'edificio risale al XVI secolo, periodo di frequenti attacchi dei Saraceni alle coste salentine. L'interno accoglie un altare maggiore, fino a tempi recenti sormontato da una tela raffigurante la Vergine Apocalittica e Santi del pittore napoletano Paolo Finoglio: nel 2012 il dipinto è stato spostato nel presbiterio della chiesa madre di Tricase, e sostituito in loco da una riproduzione fotografica. Lateralmente sono disposti gli altari dedicati a San Sebastiano e a San Francesco da Paola. Una parte dell’edificio è crollato a seguito del violento tornado che colpì il territorio di Tricase nel Novembre 2018.

### Architetture militari

#### Torre Palane
Torre Palane fa parte del sistema di torri costiere della penisola salentina, edificate nel XVI secolo come posto di guardia e difesa della costa dalle incursioni saracene. La torre, costruita con blocchi di arenaria, possiede una base troncopiramidale leggermente scarpata e un corpo centrale parallelepipedo coronato da beccatelli. Comunicava visivamente a nord con Torre del Porto di Tricase e a sud con Torre Nasparo.